# New Ipswich
New Ipswich – miasto w Stanach Zjednoczonych, w stanie New Hampshire, w hrabstwie Hillsborough.